# 纽约大学
紐約大學（英語：New York University，縮寫為NYU），於1831年成立，是一所位於紐約市曼哈頓的研究型私立大學。主要的校區位於曼哈頓格林威治村的附近區域，以華盛頓廣場為中心，是全美國境內規模最大的私立非營利高等教育機構。
紐約大學由18個學院和研究所組成，大部分的校舍集中于曼哈頓和布鲁克林下城，并設有阿布扎比紐約大學和上海紐約大學分校，同時在倫敦、阿克拉、布宜諾斯艾利斯、雪梨、柏林、巴黎、布拉格、馬德里、佛羅倫斯、特拉維夫和華盛頓哥倫比亞特區設立11個全球學術中心。
2024《QS世界大學排名》、2023《泰晤士高等教育》、2023《美國新聞與世界報道》和2022《世界大学学术排名》共同將紐約大學列為全球最頂尖的40所大學的其中一員。
截止2020年10月，紐約大學的校友、教授及研究人員共有38名諾貝爾獎得主(世界第17)、5名菲爾茲獎(世界第13)、8名圖靈獎得主(世界第7)、4名阿貝爾獎得主(與普林斯頓並列世界第1)，9名美國國家科學獎章得主，16名普利策獎得主，以及全美大學最多的22名奥斯卡金像奖得主。此外，還擁有多名艾美獎、阿貝爾獎、托尼獎、麥克阿瑟獎、古根海姆獎得主。根據福布斯发布的全球富豪榜，紐約大學校友是世上最富有群体之一。根據普林斯頓評論，紐約大學長年被學生和家長認為是一間「夢想學院」。紐約大學2022-23年新生班级收到超过105,000份学生申请，仅接受了12.2%的学生 

## 历史

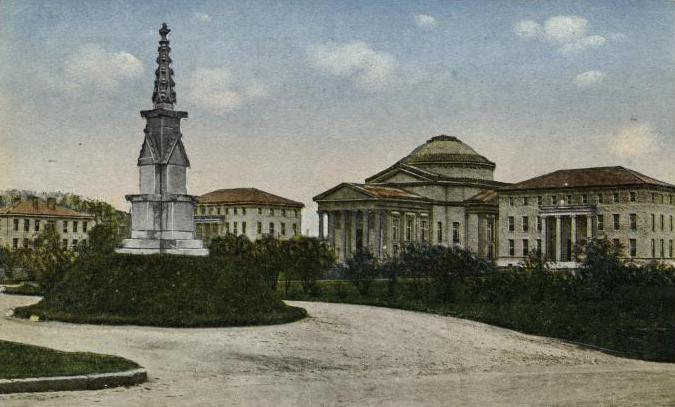
纽约大学早期位于布朗克斯的校园

紐約大學是由托马斯·杰斐逊总统时期的美国财政部长艾伯特·加勒廷以及一群熱愛教育的紐約市民於1831年4月18日建立的，当时的校名是纽约市大学（University of the City of New York）。这是一所非宗教性的，不以出身和社会阶级作为招生标准的学校。1832年，第一届学生在位于市政厅附近临时租用的教室里开课。1835年，学校建立了法学院。1896年，学校正式更名为纽约大学。
成立之初的几年里，学校的规模在华盛顿广场附近逐渐扩大。而随着纽约市对北方上城区的开发，纽约大学购买了布朗克斯区大学高地（University Heights）附近的土地，并于1894年将包括文理学院与工程学院在内的大多数院系迁移到布朗克斯，建立了新的校舍，在曼哈顿下城只保留了法学院和少数研究室。1935年，纽约大学在长岛开设了分校。
20世纪60至70年代的金融危机沉重打击了纽约市政府，并波及到了包括纽约大学在内的多家教育机构。1973年，为了避免学校陷入财政危机，纽约大学将布朗克斯的校舍出售给了纽约市立大学，将工程学院出售给了理工大学，并逐步恢复了华盛顿广场附近的校舍。
1984年到1994年，是纽约大学极速发展的十年。学校融资10亿美元，在校友的帮助下重整并扩大了校园，建立了一流的语言学与数学研究机构，巩固了医学院、法学院、商学院与艺术学院的地位，大幅提高了教学科研水平与入学标准。2003年，学校再次计划融资25亿美元，以进一步翻新学校的设施。
纽约大学的校徽中包括了一把火炬，它来源于自由女神像手中的火炬，代表了学校位于纽约市的地理位置。校徽中的人物与花环，以及紫色的校色则象征着雅典，这一古代希腊知识与智慧的中心。

## 校園

### 華盛頓廣場校區

華盛頓廣場公園拱门

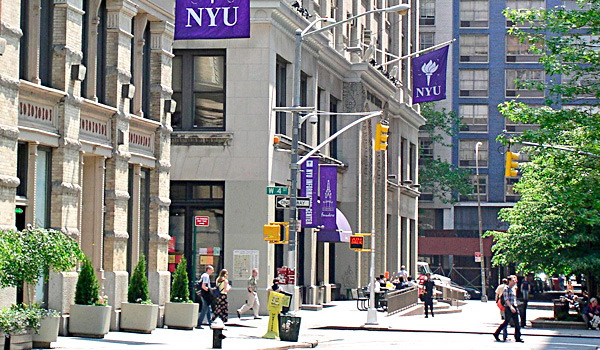
纽约大学校园一角

華盛頓廣場校區是紐約大學的主校區，其所擁有的建築幾乎都在豪斯顿街以北，百老匯大街以西，14街以南，第六大道（美洲大道）以東所包圍229公畝之內的範圍，其中核心的建築物群則主要圍繞著華盛頓廣場，另外距離華盛頓廣場不遠的聯合廣場附近也有多棟紐約大學建築物，主要是紐約大學的學生宿舍等。
从19世纪起，华盛顿广场与格林威治村就是纽约市文化生活的中心。这里曾经拥有多家艺术学校和画廊，画家雕塑家云集。著名作家和诗人如爱伦·坡、马克·吐温、赫尔曼·梅尔维尔和沃尔特·惠特曼都曾居住于此，并在文学作品中大量描写了附近的景色与人们的生活。在这里生活过的著名人士还包括了尤金·奥尼尔、杰克逊·波洛克、愛德華·霍普、艾伦·金斯堡、鲍勃·迪伦、约翰·列侬和小野洋子。

2012年，紐約市政府通過紐約大學的核心區域發展計劃，允許紐約大學在之後20年於華盛頓廣場南端的兩個街區建設四棟新的大樓，其中第一棟大樓位於原本體育館位置，將會建設新的體育館、表演劇場、教室、學生宿舍及教授宿舍。

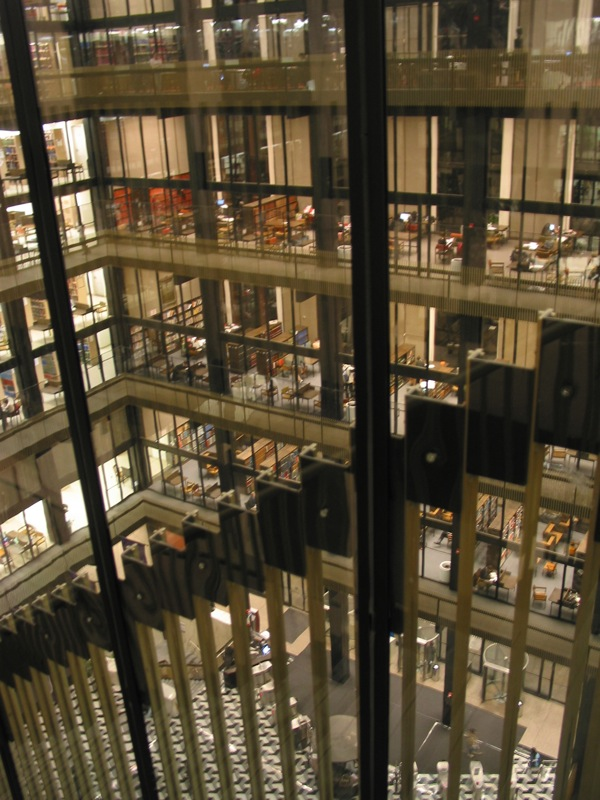
博斯特图书馆内景

位于华盛顿广场南端的博斯特图书馆（Elmer Holmes Bobst Library）建成于1972年，共有12层，总面积425,000英尺，拥有超过450万册的藏书量，是纽约大学8个图书馆中最大的一个，同时也是美国最大的大学图书馆之一。其中的埃弗里·费舍尔音乐与媒体中心（Avery Fisher Center for Music and Media）是世界上最大的学术媒体中心。图书馆还拥有美国保存最完整的当代英美文学藏书系列，以及保存最完整的当代社会学研究资料。

### 布魯克林校區
紐約大學布鲁克林校區位于布鲁克林下城区，距離華盛頓廣場校區只有幾個地鐵站的距離，另有紐約大學交通車來往於此校區與華盛頓廣場校區。此校區的學院及研究中心包括：
- 紐約大學坦顿工程学院（NYU Tandon School of Engineering）
- 紐約大學城市科學進展中心（NYU Center for Urban Science and Progress ）
- 紐約大學企業孵化中心（NYU business incubators）
- 紐約大學媒體與遊戲網路（NYU Media and Games Network）

### 其他校區
紐約大學的醫學及健康專業主要位於該校的第一大道健康走廊(NYU First Avenue Health Science Corridor)，例如，牙科学院位於第一大道与24街交口处，護理學院位於第一大道与26街交口处，醫學院及朗格尼醫學中心（NYU Langone Medical Center）亦在第一大道与30街交口至34街交口附近，貝爾維尤醫院中心（Bellevue Hospital Center）位於第一大道与26街交口处。另外在紐約市曼哈頓上東區則有美術研究所及古代世界研究所專業。

### 海外校区
纽约大学在多个国家拥有海外研习场所，其中包括位于意大利佛罗伦萨的一座57英亩的庄园。学校在伦敦、巴黎、布拉格、柏林、安卡拉、马德里、上海和布宜诺斯艾利斯均设立了本科生的暑期海外学习项目。2007年，纽约大学在新加坡设立了艺术学院。同年，在以色列特拉维夫设立了海外分校，但由于不断升级的巴以冲突而暂停招生。2010年，位于阿拉伯联合酋长国的阿布扎比分校正式开始招生，这座分校的15亿美元启动资金完全来自于阿拉伯皇室。2012年10月15日，纽约大学和华东师范大学联合创办的上海纽约大学在上海陆家嘴揭牌成立。

## 学术环境
紐約大學目前由19個學院及研究所組成，包括：

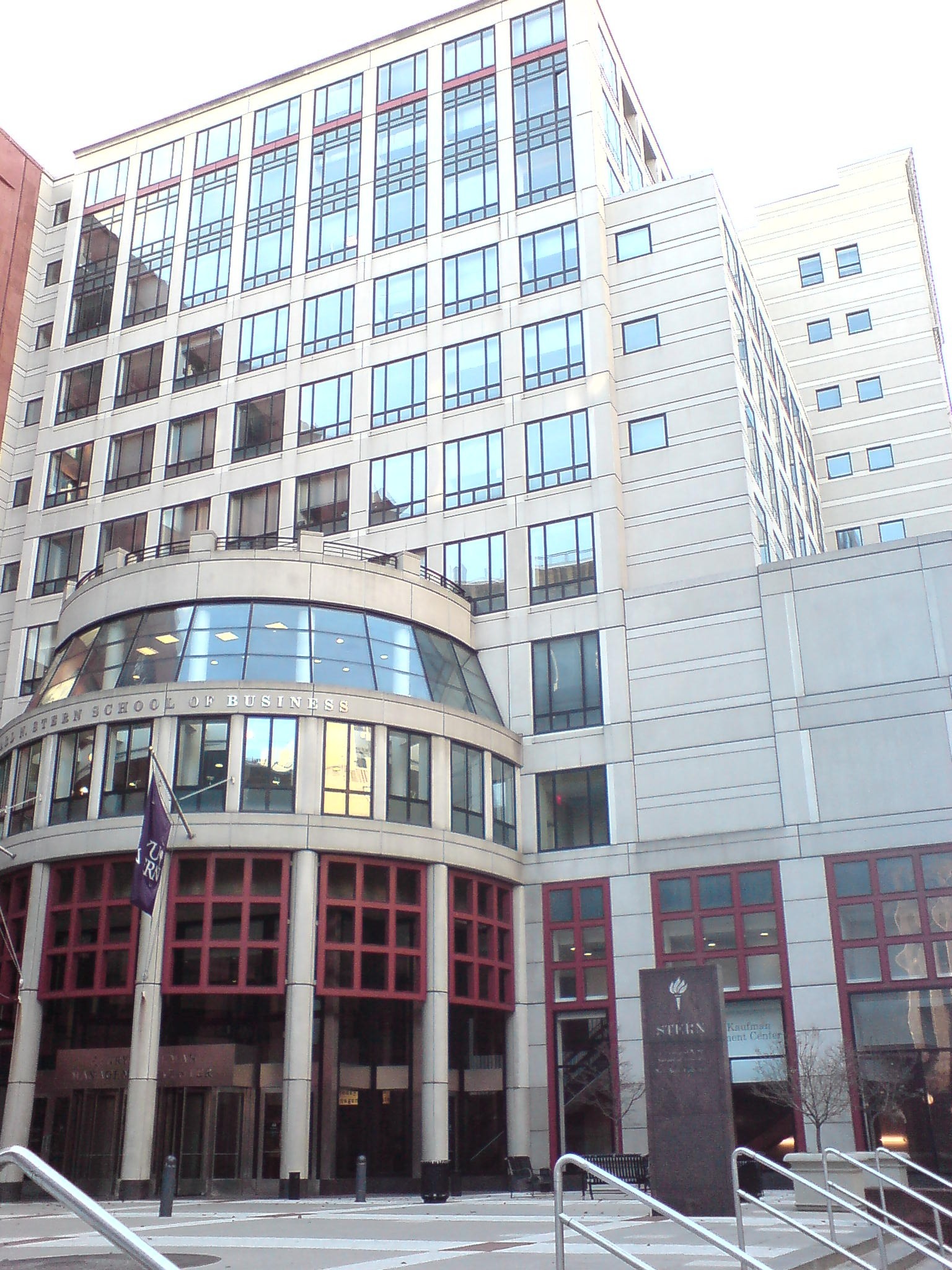
史騰商学院

- 人文與科學（Arts & Science）
  - 文理學院（College of Arts & Science）：1831年成立
  - 文理研究所（Graduate School of Arts and Science）：1886年成立
  - 博雅学院（Liberal Studies）
- 法學院（School of Law）：1835年成立
- 格罗斯曼醫學院（Grossman School of Medicine）：1841年成立
- 坦登工程学院（Tandon School of Engineering）：1854年成立
- 牙醫學院（College of Dentistry）：1865年成立
- 史坦哈德文化、教育與人類發展學院（Steinhardt School of Culture,Education and Human Development）：1890年成立
- 斯特恩商學院（Leonard N. Stern School of Business）：1900年成立
- 美術研究所（Institute of Fine Arts）：1922年成立
- 專業進修學院（School of Professional Studies）：1934年成立
- 科朗數學研究所（Courant Institute of Mathematical Sciences）：1934年成立
- 華格納公共服務學院（Robert F. Wagner Graduate School of Public Service）：1938年成立
- 社會工作學院（Silver School of Social Work）：1960年成立
- 狄徐藝術學院（Tisch School of the Arts）：1965年成立
- 迦勒汀個人學習學院（Gallatin School of Individualized Study）：1972年成立
- 護理學院（Rory Meyers College of Nursing）：2005年成立
- 公共衛生國際學院（College of Global Public Health）：2006年成立
- 古代世界研究所（Institute for the Study of the Ancient World）：2006年成立
- 纽约大学阿布達比分校（NYU Abu Dhabi）：2010年成立
- 上海纽约大学（NYU Shanghai）：2012年成立，与华东师范大学合建

其中，文理学院是历史最悠久的，也是现时规模最大的学院。史坦哈德教育學院是美国历史上第一所教育学院。1937年，纽约大学位于长岛的分校独立成为了霍夫斯特拉大学。2008年，纽约理工大学正式合并至紐約大學，讓紐約大學在理工以及科技專業上有更多資源與發展。

## 排名
在不同的分类排名中，纽约大学的很多专业都位于世界前列。其中商學院、教育學院和法學院在美國新聞與世界報導中位列美國前十名。
于1934年成立的纽约大学科朗數學研究所的应用数学在美国排名第一。狄徐藝術學院提供美国最好的戏剧、电影、表演艺术教育，多名奥斯卡奖、艾美獎和托尼奖得主曾在此就读。法学院专长于税法、国际法和法理学教育与研究，在美国被誉为“T10”法学院之一。史登商學院的MBA项目则在多个机构的排名中始终处于世界前20位。20世紀60年代成立的沙克房地產研究所是美國房地產業界著名的高水準研究機構，和美國金融和地產界聯繫緊密。
在学术排名以外，《普林斯頓評論》在2023年将纽约大学评为美国高中毕业生最想进入的大学第四名。《福布斯》杂志2008年一项“拥有亿万身价校友最多的大学”调查中，纽约大学排名第七。

## 学生录取

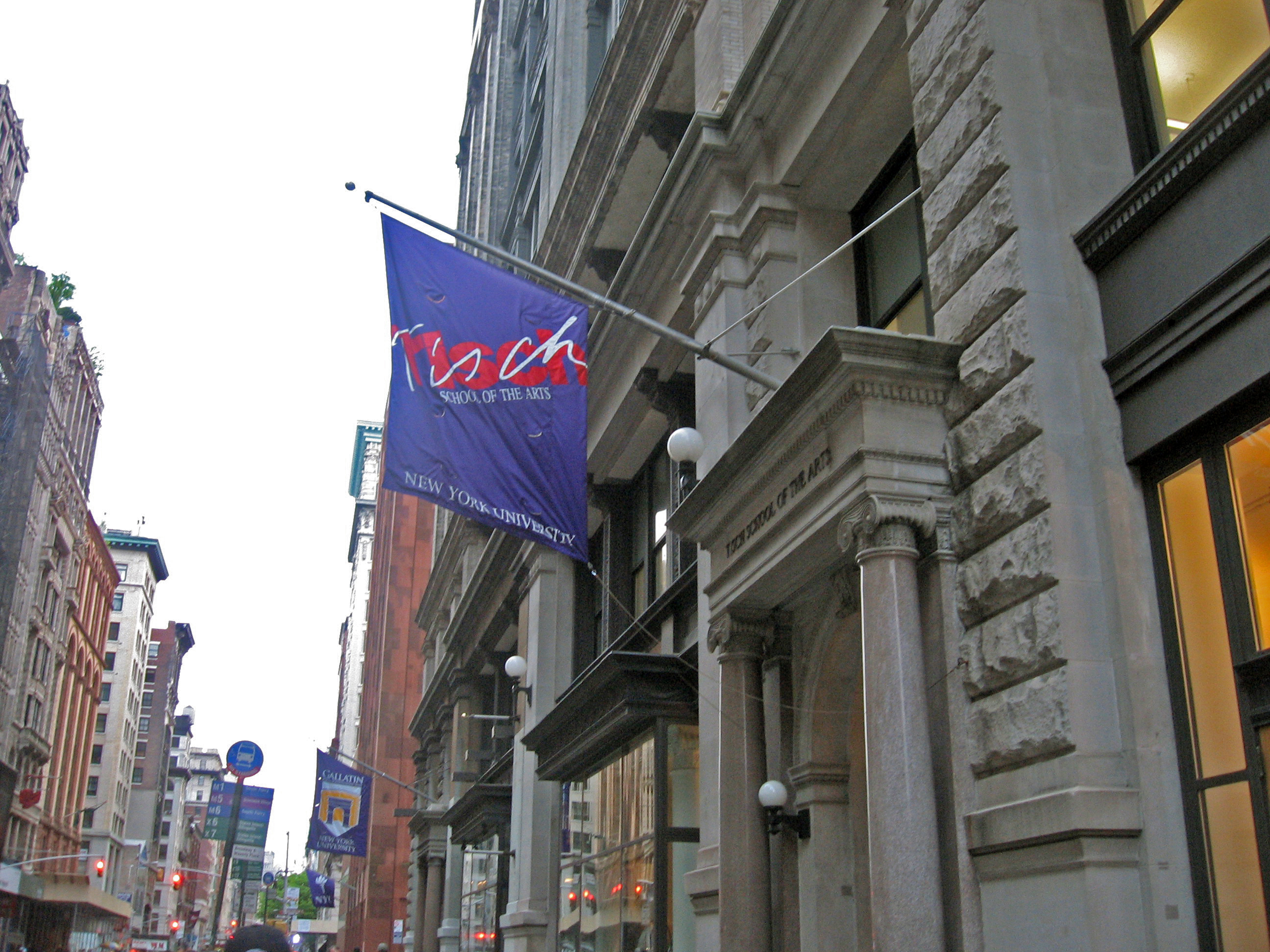
狄徐藝術學院

纽约大学拥有美国大学中最多元的学生群体。每年约10%左右的新生来自纽约市，20%来自于附近的纽约州、新泽西州与康涅狄格州，70%的学生则来自于美国其余47个州以及130个国家和地区。纽约大学有着极高的录取标准，其中史登商學院的与狄徐藝術學院的申请竞争最为激烈。

## 体育
纽约大学的运动队统称为紐約大學“NYU Violet”，吉祥物是美洲山猫。 它是大學運動聯盟（UAA）的成員學校之一。其中最优秀的冰球队曾经在NCAA2003-2004赛季取得全国第二的成绩。女子篮球队也有不俗的表现，曾经在2007年进入NCAA四强。运动队的练习场所分布于曼哈顿的不同地点，但由于场地的限制，纽约大学从1960年开始便不再有美式橄榄球队。

## 校友
根据2004年底的统计，纽约大学共有校友350,000余人，其中一半以上居住在美国以外的地区，是美国私立大学中最大的校友群体。

### 部分諾貝爾獎获得者
- 格特魯德·B·埃利恩，生化學家和藥理學家，諾貝爾醫學獎获得者
- 埃里克·坎德尔，哥伦比亚大学教授，諾貝爾醫學獎获得者
- 弗雷德里克·莱因斯，物理学家，诺贝尔物理学奖获得者
- 克利福德·沙尔，物理学家，诺贝尔物理学奖获得者
- 乔治·沃尔德，醫學家，諾貝爾醫學獎获得者
- 朱利叶斯·阿克塞尔罗德，生物化学家，諾貝爾醫學獎获得者
- 穆罕默德·埃爾巴拉迪，國際原子能機構（IAEA）總幹事，諾貝爾和平獎获得者
- 弗里德里希·哈耶克，英國经济学家和政治哲學家，诺贝尔经济学奖获得者
- 阿瑟·科恩伯格，物化学家，諾貝爾化学獎获得者
- 喬治·埃米爾·帕拉德，細胞生物學家，諾貝爾醫學獎获得者
- 伊莱休·鲁特，前美国国务卿，诺贝尔和平奖获得者
- 欧文·罗斯，生物学家，諾貝爾化学獎获得者
- 罗莎琳·萨斯曼·耶洛，美国医学物理学家，諾貝爾醫學獎获得者

### 知名校友
- 迪倫與寇爾·史普洛茲，美國著名童星
- 洪马内，柬埔寨首相

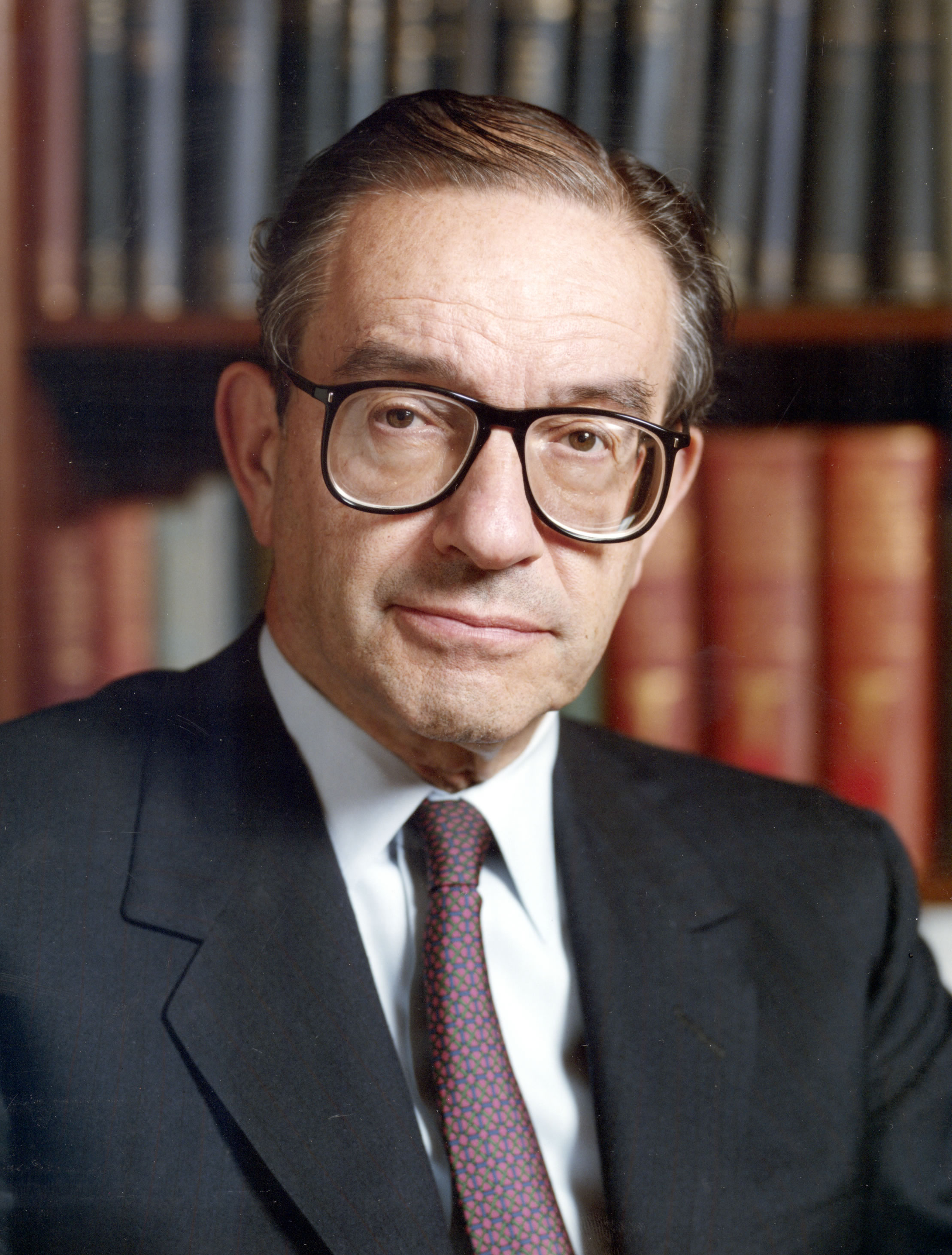
艾伦·格林斯潘

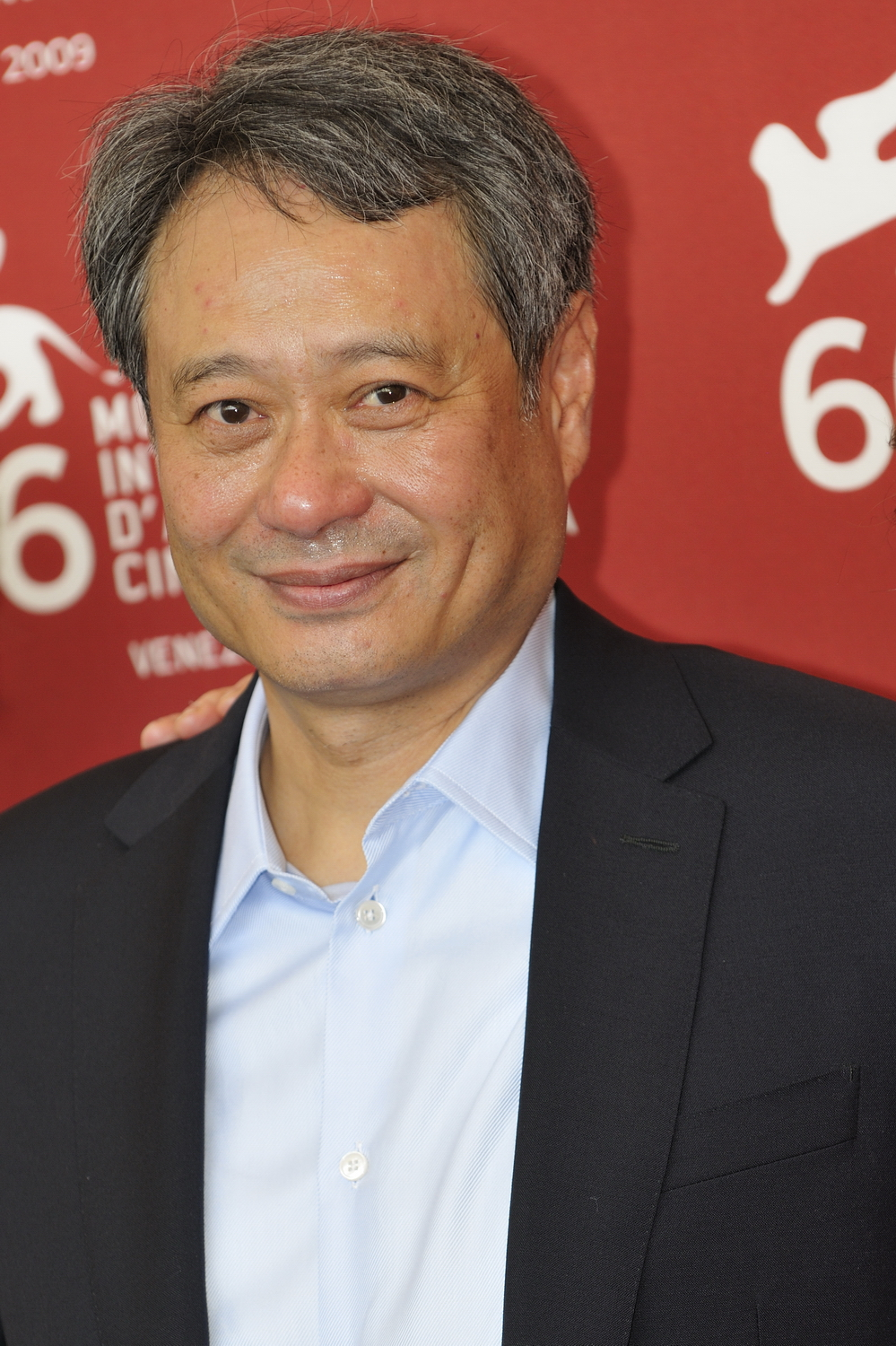
李安

- 女神卡卡，美国流行歌手，奧斯卡最佳原創歌曲獎得主
- Lauv，美國流行歌手
- 楊芷瑩，VEGA前成員，香港歌手
- 劉璇，功夫運動員
- 魯妮·瑪拉，著名演員，坎城影展最佳女演員獲獎者
- 乔纳斯·索尔克，医学家，脊髓灰質炎疫苗发明者、创建了索尔克研究所
- 阿爾伯特·沙賓，醫學家，口服脊髓灰質炎疫苗開發者
- 霍华德·津恩，美国历史学家，政治学者，社会评论家，剧作家
- 理查德·富尔德，前雷曼兄弟公司总裁兼CEO
- 俞渝，当当网创始人，联合总裁
- 艾伦·格林斯潘，美国第十三任联邦储备局主席
- 菲利普·西摩·霍夫曼，演員，奧斯卡最佳男主角獎获得者
- 伊莉莎白·歐森，美國著名演員
- 李安，台灣著名导演，奥斯卡最佳导演奖获得者
- 张婉婷，香港導演
- 罗启锐,香港導演、編劇
- 史派克·李，著名黑人导演，电影制作人
- 白灵，华裔演员
- 梅格·瑞安，著名演员
- 陈钰芸，香港创作歌手，演員，2009全美华埠小姐
- 马丁·斯科塞斯，著名导演，奥斯卡最佳导演奖获得者
- 伍迪·艾伦，著名导演，奥斯卡最佳导演奖获得者
- 埃尔默·伯恩斯坦，美国作曲家
- 乔尔·科恩，科恩兄弟之一，电影导演、编剧、制片，奥斯卡最佳导演奖获得者
- 安吉丽娜·朱莉，著名演员，社会活动家，奥斯卡最佳女配角奖获得者
- 奥利弗·斯通，电影导演和编剧，奥斯卡最佳导演奖获得者
- 薩爾瓦托勒·菲拉格慕，意大利皮鞋設計師，菲拉格慕创办人
- 李昌钰，美国华裔刑事鑑識專家
- 陳致中，中華民國第十、十一任總統陳水扁長子、前高雄市議會議員（2011年9月因洗錢案被解職）
- 马英九，中華民國第十二任、第十三任總統
- 周美青，中华民国第十二任总统夫人
- 朱立伦，史登商學院畢業，前行政院副院長、新北市市長，現任中國國民黨主席
- 蔣友柏，台灣橙果設計公司創始人，中国国民党前领导人蔣中正曾孫
- 林聖梁，TIA Group大曜集團CEO，1998 美國華府（公費）訪問學者，立法院國會辦公室主任，2012、2014年各榮獲日內瓦世界發明金牌獎、2012年榮獲韓國、伊朗世界發明金牌特別獎，2014年榮獲台灣傑出設計師獎
- 羅伯特·米勒，美國聯邦調查局（FBI）第六任局長
- 魯迪·朱利安尼，前纽约市长
- 李瑞镇，韩国著名男演员，主演《茶母》《火鸟》《恋人》《李祘》《阶伯》等电视剧和《无影剑》等电影斯特恩商学院
- 霍汶希，香港英皇娛樂藝人管理部總監及唱片部總監、北京辦事處營運總裁。
- 方國榮，香港知名學者，美國紐約大學博士，現任香港金融管理學院副院長，香港公共行政學會會長，英國劍橋大學客座教授，上海同濟大學顧問教授，清華大學深圳國際研究生院名譽教授，中國人事部高級公務員培訓中心名譽教授，中國人民大學，深圳行政學院，及天津大學客座教授，現任香港珠海學院英文系教授
- 蔡興麟，香港男歌手、演員
- 林之晨，台灣大哥大總經理
- 塞缪尔·梅里尔·伍德布里奇，美国归正会牧师，罗格斯学院（今罗格斯大学）新不伦瑞克分校教授，新不伦瑞克神学院教授
- 趙永清 (台灣政治人物)，立法委員。
- 陳聰富，臺灣民法學者，曾任國立臺灣大學法律學院院長
- 丹尼爾·凱斯 , 美國作家兼雨果獎得主, 代表作包括 短篇小說《獻給阿爾吉儂的花束》和 真人真事的傳記式小說 《24個比利》